# Alexander Windsor, Earl of Ulster
Alexander Patrick Gregers Richard Windsor, Earl of Ulster (* 24. Oktober 1974 in St Mary’s Hospital, London, England) ist ein britischer Adliger und ehemaliger Offizier sowie als Urenkel König Georgs V. ein Mitglied des Königshauses Windsor.

## Leben
Er ist der einzige Sohn von Prince Richard, 2. Duke of Gloucester und Birgitte, Duchess of Gloucester. Er ist ein Cousin zweiten Grades von König Charles III. und steht aktuell auf Platz 31 der britischen Thronfolge. Als heir apparent seines Vaters führt er den Höflichkeitstitel Earl of Ulster. Er verwendet gewöhnlich den vom Höflichkeitstitel abgeleiteten Kurznamen Alex Ulster.
Er besuchte das Eton College und schloss sein Studium am King’s College der Universität London 1996 als Bachelor of Arts in Kriegswissenschaften ab. Im Anschluss absolvierte er eine Kadettenausbildung an der Royal Military Academy Sandhurst.
Lord Ulster trat am 10. April 1998 als Second Lieutenant der King’s Royal Hussars in die British Army ein. Er erhielt die Dienstnummer 548299 und sein Dienstalter wurde für den 14. April 1995 festgelegt. Am 10. April 1998 wurde er mit Seniorität 14. April 1997 zum Lieutenant und am 16. Oktober 2000 zum Captain befördert. Er versah seinen Dienst in Nordirland, im Kosovo und im Irak. Am 14. Januar 2003 wechselte er von einer Short Service Commission zu einer Intermediate Regular Commission. Am 28. April 2008 wurde er als Offizier in die Reserve berufen, was sein Abschied aus der British Army im kommissarischen Rang eines Major bedeutet.
Seit er die Army verlassen hat, arbeitete er bei Nichtregierungsorganisationen und als Direktor des Transnational Crisis Project.

## Heirat
Am 22. Juni 2002 heiratete er in der Queen’s Chapel des St. James’s Palace Claire Alexandra Booth (* 29. Dezember 1977), eine Ärztin. Seine Frau wurde in Sheffield, South Yorkshire, als ältestes Kind von Robert Booth, FCMI, und seiner Frau Barbara geboren, studierte am King’s College London Medizin, schloss 2001 mit dem MBBS ab und 2007 mit dem MSc am University College, London ab. 2012 promovierte sie zum PhD an der Universität London. Sie arbeitet in der Kinderheilkunde.
Gemeinsam haben sie zwei Kinder:
- Xan Richard Anders Windsor, Lord Culloden (* 12. März 2007)[8][9]
- Lady Cosima Rose Alexandra Windsor (* 20. Mai 2010)[10]

## Ehrungen
- – General Service Medal
- – NATO Kosovo Medal
- – Iraq Medal
- – Queen Elizabeth II Golden Jubilee Medal
- – Queen Elizabeth II Diamond Jubilee Medal
- – Queen Elizabeth II Platinum Jubilee Medal